# Любань (Вилейский район)
Любань (бел. Любань) — агрогородок в Вилейском районе Минской области Белоруссии, центр Любанского сельсовета. Население 984 человека (2009).

## География
Агрогородок находится в 12 км к северо-западу от центра города Вилейка. Через Любань проходит шоссе Р28 на участке Вилейка — Мядель, другие две дороги ведут через Ижу в Лыцевичи и в Куренец. Ближайшая ж/д станция в Куренце (линия Полоцк-Молодечно).

## История
В 1855 году имение Любань над рекой Узла принадлежало пану Яну Любанскому, предводителю дворянства Ошмянского уезда.
В 1861 году имение Любань с фольварками в Вилейском уезде принадлежало Любанскому.  В имении насчитывалось 1137 крепостных душ мужского пола (в том числе 13 дворовых) и 224 издельных дворов. Всего удобной земли в имении было 4480 десятин (по 3,9 десятины на душу). Пригона отбывалось 156 дней со двора для крепостных мужского пола и 104 дня для душ женского пола . Сгона было по 12 дней для рабочих душ мужского и женского пола. Натуральные повинности были следующие: строительные по мере надобности, ночной караул поочередно. 

## Достопримечательности
- Усадьба Любанских. Вторая половина XIX века. После пожара в старом усадебном доме, новым стало перестроенное здание бывшей конюшни. Здание сохранилось и используется как цех по розливу минеральной воды. Также сохранились хозпостройки и фрагменты парка[3]
- Православная церковь Собора белорусских святых. Построена в 2003 году.
- Курганный могильник и Витольдов мост (за деревней Рудня)[1].